# Juan José Palacín
Juan José Palacín (* 25. September 1975 in Jaca) ist ein spanischer Eishockeyspieler, der seit 1998 beim CH Jaca in der Superliga unter Vertrag steht. 

## Karriere
Juan José Palacín begann seine Karriere als Eishockeyspieler bei den Ducs d’Angers, für die er in der Spielzeit 1996/97 in der Nationale 1A, der höchsten französischen Spielklasse spielte. 1998 kehrte er in seine Geburtsstadt zurück und spielt dort seither für den CH Jaca in der Superliga. Mit der Mannschaft aus Aragonien wurde er 2001, 2003, 2004, 2005, 2010, 2011 und 2012 spanischer Meister und gewann 2001, 2002, 2003, 2006, 2011, 2012 und 2013 die Copa del Rey.

### International
Für Spanien nahm Palacín im Juniorenbereich zunächst an den U18-B-Europameisterschaften 1991, 1992 und 1993 und anschließend an den U20-C-Weltmeisterschaften 1993, 1994 und 1995 teil.
Mit der Herren-Nationalmannschaft spielte er zunächst bei den C2-Weltmeisterschaften 1994 und 1995, den D-Weltmeisterschaften 1996, 1997 und 1999 sowie der C-Weltmeisterschaft 2000. Nach der Umstellung auf das heutige Divisionssystem vertrat er seine Farben bei den Titelkämpfen der Division II 2001, 2004, 2014, als er nicht nur die beste Plus/Minus-Bilanz aufwies und die meisten Scorerpunkte eines Verteidigers erzielte, sondern auch zum besten Verteidiger des Turniers gewählt wurde, und 2015 sowie der Division I 2011. Zudem vertrat er die Iberer bei der Olympiaqualifikation für die Winterspiele in Pyeongchang 2018.

## Erfolge
- 1997 Aufstieg in die C-Gruppe bei der D-Weltmeisterschaft
- 1999 Aufstieg in die C-Gruppe bei der D-Weltmeisterschaft
- 2001 Spanischer Meister und Pokalsieger mit dem CH Jaca
- 2002 Spanischer Pokalsieger mit dem CH Jaca
- 2003 spanischer Meister und Pokalsieger mit dem CH Jaca
- 2004 Spanischer Meister mit dem CH Jaca
- 2005 Spanischer Meister mit dem CH Jaca
- 2006 Spanischer Pokalsieger mit dem CH Jace
- 2010 Spanischer Meister mit dem CH Jaca
- 2011 Spanischer Meister und Pokalsieger mit dem CH Jace
- 2012 Spanischer Meister und Pokalsieger mit dem CH Jaca
- 2013 Spanischer Pokalsieger mit dem CH Jaca
- 2014 Aufstieg in die Division II, Gruppe A, bei der Weltmeisterschaft der Division II, Gruppe B.
- 2014 Bester Verteidiger und beste Plus/Minus-Bilanz bei der Weltmeisterschaft der Division II, Gruppe B.